# Municipio de Howard (condado de Charles Mix)
El municipio de Howard (en inglés: Howard Township) es un municipio ubicado en el condado de Charles Mix en el estado estadounidense de Dakota del Sur. En el año 2010 tenía una población de 273 habitantes y una densidad poblacional de 2,14 personas por km².

## Geografía
El municipio de Howard se encuentra ubicado en las coordenadas 43°13′34″N 98°25′19″O / 43.22611, -98.42194. Según la Oficina del Censo de los Estados Unidos, el municipio tiene una superficie total de 127.68 km², de la cual 116 km² corresponden a tierra firme y (9,15 %) 11,68 km² es agua.

## Demografía
Según el censo de 2010, había 273 personas residiendo en el municipio de Howard. La densidad de población era de 2,14 hab./km². De los 273 habitantes, el municipio de Howard estaba compuesto por el 98,9 % blancos, el 0,37 % eran amerindios, el 0,37 % eran de otras razas y el 0,37 % eran de una mezcla de razas. Del total de la población el 1,83 % eran hispanos o latinos de cualquier raza.